# Ronchamp
Ronchamp település Franciaországban, Haute-Saône megyében. Lakosainak száma 2745 fő (2022. január 1.). Ronchamp Fresse, Champagney, La Côte, Magny-Danigon, Malbouhans, Plancher-Bas és Saint-Barthélemy községekkel határos.

## Népesség
A település népessége az elmúlt években az alábbi módon változott:
| Lakosok száma | 2885 | 2807 | 2799 | 2757 | 2743 | 2735 | 2747 | 2746 | 2745 |
|               | 2013 | 2015 | 2016 | 2017 | 2018 | 2019 | 2020 | 2021 | 2022 |

## Látnivalók
- Ronchamp-i kápolna, mely Le Corbusier tervei alapján épült a Világörökség része.